# Holocèfals
Els holocéfals (Holocephali, gr. "que és tot cap") són una subclasse de peixos cartilaginosos (Chondrichthyes). Només un ordre, Chimaeriformes, i 56 espècies sobreviuen en l'actualitat, però el grup va ser molt divers en èpoques passades. La majoria dels experts sospiten que aquest tàxon és en realitat un grup parafilètic. Posseeixen quatre brànquies recobertes exteriorment per una membrana opercular. No tenen escates placoidees.

## Característiques
Posseeixen dues obertures branquials, cinc arcs branquials, els primers quatre coberts exteriorment per una membrana opercular. En la majoria, i a diferència dels elasmobranquis (taurons i rajades), el cos no presenta denticles dèrmics. Només unes poques en els òrgans copuladors del mascle. La mandíbula superior es troba fusionada amb el crani. No tenen dents, en el seu lloc presenten unes plaques amples i llises. La seva dieta és omnívora.

## Taxonomia
Els holocèfal tenen un important registre fòssil a partir del Devonià, amb nombrosos ordres extints; només un ha sobreviscut fins als nostres dies.
- Superordre Paraselachimorpha † (parafilètic?)

Ordre Desmiodontiformes †
Ordre Oreodontiformes †
Ordre Iniopterygiformes †
Ordre Eugeneodontiformes †
Ordre Petalodontiformes †
- Superordre Holocephalimorpha

Ordre Chondrenchelyiformes †
Ordre Psammodontiformes †
Ordre Cochliodontiformes †
Ordre Menaspiformes †
Ordre Copodontiformes †
Ordre Chimaeriformes